# Ueli Amstad
Pour les articles homonymes, voir Theodor Amstad.
Ueli Amstad, né le 19 février 1959 (originaire de Beckenried), est une personnalité politique nidwaldienne, membre de l'Union démocratique du centre (UDC). Il est membre du Conseil d'État du canton de Nidwald de juillet 2008 à juin 2018. 

## Biographie
Ueli Amstad naît le 19 février 1959. Il est originaire de Beckenried, dans le canton de Nidwald.
Après ses écoles primaires et secondaires à Stans, il fait un apprentissage d'électricien qu'il achève en 1979. Après ses écoles de recrues, de sous-officier et d'officier, il travaille cinq ans comme électricien pour la commune de Beckenried, puis étudie de 1982 à 1985 à l'École supérieure spécialisée de Winterthour et décroche en 1985 un diplôme fédéral d'électricien. Il travaille ensuite  jusqu'en 2008 pour les Services industriels de la ville de Lucerne, devenus EWL (de) en 2001.
Il a le grade de premier-lieutenant à l'armée. Il a également été pompier pendant quinze ans à Stans.
Il est marié à Bettina Amstad-Buner, enseignante d'activités créatrices sur textile, et père de trois enfants. Ils habitent à Stans.

## Parcours politique
Il est membre de l'UDC.
Il siège au parlement du canton de Nidwald de 2002 à 2008, faisant partie des sept premiers UDC à y accéder. Il y est membre de la commission des finances et président du groupe UDC,.
Après avoir manqué son élection pour 19 voix au premier tour de l'élection complémentaire du 24 février visant à remplacer Paul Niederberger au gouvernement, il est élu au Conseil d'État au deuxième tour le 13 avril 2008 par 8 802 voix contre 5 883 pour son concurrent PDC Martin Ambauen. Il est le premier représentant de l'UDC à accéder au gouvernement cantonal, où il prend la tête du département de l'agriculture et de l'environnement. Il est réélu au premier tour le 7 mars 2010 et le 23 mars 2014, la deuxième fois avec le meilleur score de l'ensemble des candidats,. Le parlement l'élit Landammann pour les années 2012-2013 et 2016-2017,,. 
Son mandat au gouvernement est notamment marqué par les dégâts causés par des glissements de terrain dans la carrière de pierres d'Obermatt, puis par des actions contre des porcheries de l'Association contre les usines d'animaux.  